# Сполдинг, Рут
Рут Сполдинг (англ. Ruth Spalding, 30 ноября 1913 — 26 февраля 2009) — актриса, режиссёр и писательница. Она сделала успешную карьеру в театре в качестве актрисы и режиссёра, занялась написанием телевизионных программ и работала в сфере образования, где нашла время для исследования и описания жизни парламентария и юриста XVII века Булстрода Уайтлока, за что в 1975 году получила премию Уитбреда.

## Карьера и личная жизнь
Кристофер Хилл убедил Сполдинг отредактировать огромный дневник Уайтлока, охватывающий период с 1605 по 1675 год, который был опубликован Британской академией. Это потребовало от неё поездок во Францию и Швецию, а также длительных периодов пребывания в Лонглите, где сохранился объёмный архив Уайтлока. Один из рецензентов описал первый том, содержащий дневник и её комментарии, как «чудесную книгу». Но второй том стал ещё более героическим достижением, содержащим несколько тысяч кратких биографий родственников, друзей и знакомых Уайтлока.
После этого она наслаждалась тем, что она называла своей «восхитительно неструктурированной жизнью», каким-то образом найдя свою нишу в театре в 1930-х годах; в 1937 году она работала в театре «Мэддермаркет» в Норидже, а в 1939 году ставила пьесы в Лондоне для Общества религиозной драмы.
Во время войны она основала «Oxford Pilgrim Players» — кооперативную актёрскую компанию. Они утверждали, что играют «в любое время и в любом месте»: в шахтёрских залах Уэльса, школах, университетах, однажды в гараже, в больнице, в переоборудованных конюшнях, в крипте собора Святого Павла и в бомбоубежищах Ист-Энда. Затем Pilgrim Players вошли в состав Rock Theatre Company, в которой Сполдинг и её муж Теренс О’Брайен стали ведущими актёрами и режиссёрами. Их выступления были восторженно отмечены в прессе, когда Рут сыграла Офелию в «Гамлете» и Порцию в «Венецианском купце», а её муж — Шейлока в «Макбете» и Мальволио. Они играли в пьесах Стриндберга и Джорджа Бернарда Шоу; их выступления приводили их в Театр комедии в Лондоне и церковь Сент-Мартин-ин-зе-Филдс; Сполдинг поставил пьесу в Театре под открытым небом Риджентс-парка, а в тюрьме Уэйкфилда они играли сцены из пьес Шекспира.
После войны и с появлением телевидения жизнь гастролирующей труппы стала сложнее, и Сполдинг перешла в сферу образования, где она читала лекции, организовывала конференции и выставки, консультировала Национальный союз гильдий городских женщин по вопросам искусств, ремёсел и общественных наук. Поэт и драматург Чарльз Уильямс жил в доме родителей Сполдинг во время войны и стал близким другом её сестры Энн; в 1961 году она написала о нём радиопрограмму.
Она написала множество художественных программ для BBC, а её документальная пьеса о женском движении «С этим мечом» (написанная под псевдонимом Мэрион Джей) была исполнена хором и оркестром в Королевском фестивальном зале во время Фестиваля Британии в 1951 году. В течение 14 лет она была генеральным секретарем Ассоциации директоров школ, а затем вышла на пенсию, чтобы полностью посвятить себя писательской деятельности, а также очень активному участию в жизни своей семьи, церкви и деревни. Временами неустроенная карьера Рут создавала проблемы с зарабатыванием на жизнь, но она всегда была находчивой и оптимистичной, любящей матерью для своей дочери Джини и бабушкой для своих двух внуков, Рут и Дэниела. Она сохранила замечательную энергию и молодость до последних лет своей жизни, ставя спектакли в возрасте семидесяти и восьмидесяти лет, наслаждаясь путешествиями в далёкие места и занимаясь органическим садоводством дома. Она поражала своим успехом в обнаружении некоторых малоизвестных современников Уайтлока, но в то же время она внушала зависть к её роскошной грядке петрушки в Уэлвине. Она была ярким, живым примером карьерных возможностей, которые открылись перед женщинами в XX веке.

## Книги
- Contemporaries of Bulstrode Whitelocke, 1605–1675: Biographies (1990)
- The Improbable Puritan: A Life of Bulstrode Whitelocke (1975)
- The Diary Of Bulstrode Whitelocke 1605 1675 (1990)[6][7]